# Клучборк
Клучборк (пољ. Kluczbork) град је у Пољској у Војводству опољском. По подацима из 2012. године број становника у месту је био 24 707.

## Становништво
| 2012.  |
| ------ |
| 24 707 |

## Партнерски градови
- Бад Диркхајм
- Berezhany